# جيورجوس لازاريديس
جيورجوس لازاريديس (باليونانية: Γιώργος Λαζαρίδης)‏ هو لاعب كرة قدم يوناني في مركز حراسة المرمى، ولد في 23 يوليو 1983 في ناوسا في اليونان. لعب مع نادي بلاتانياس ونادي كافالا.